# Windmühle (Monkton)

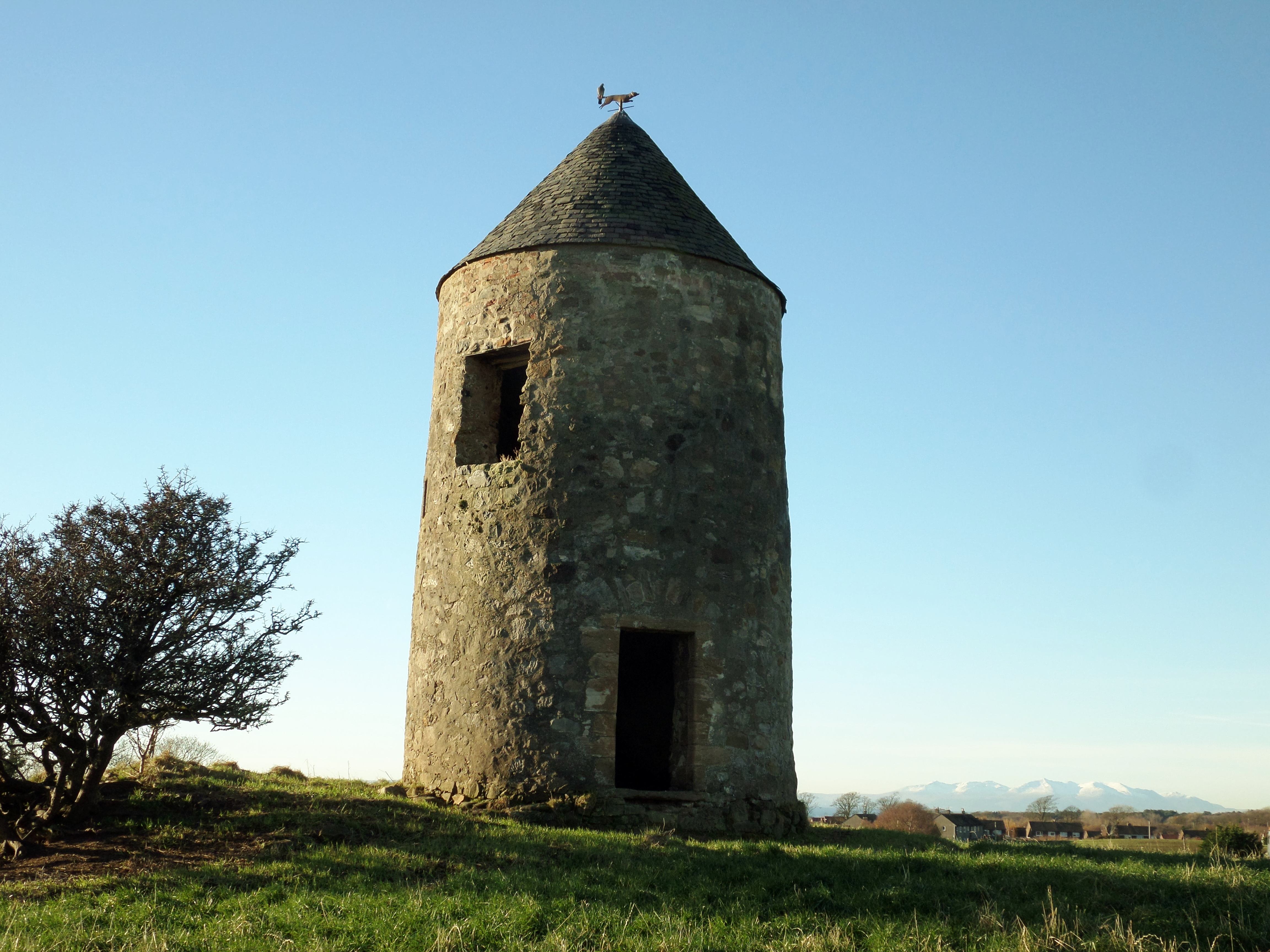
Windmühle von Monkton

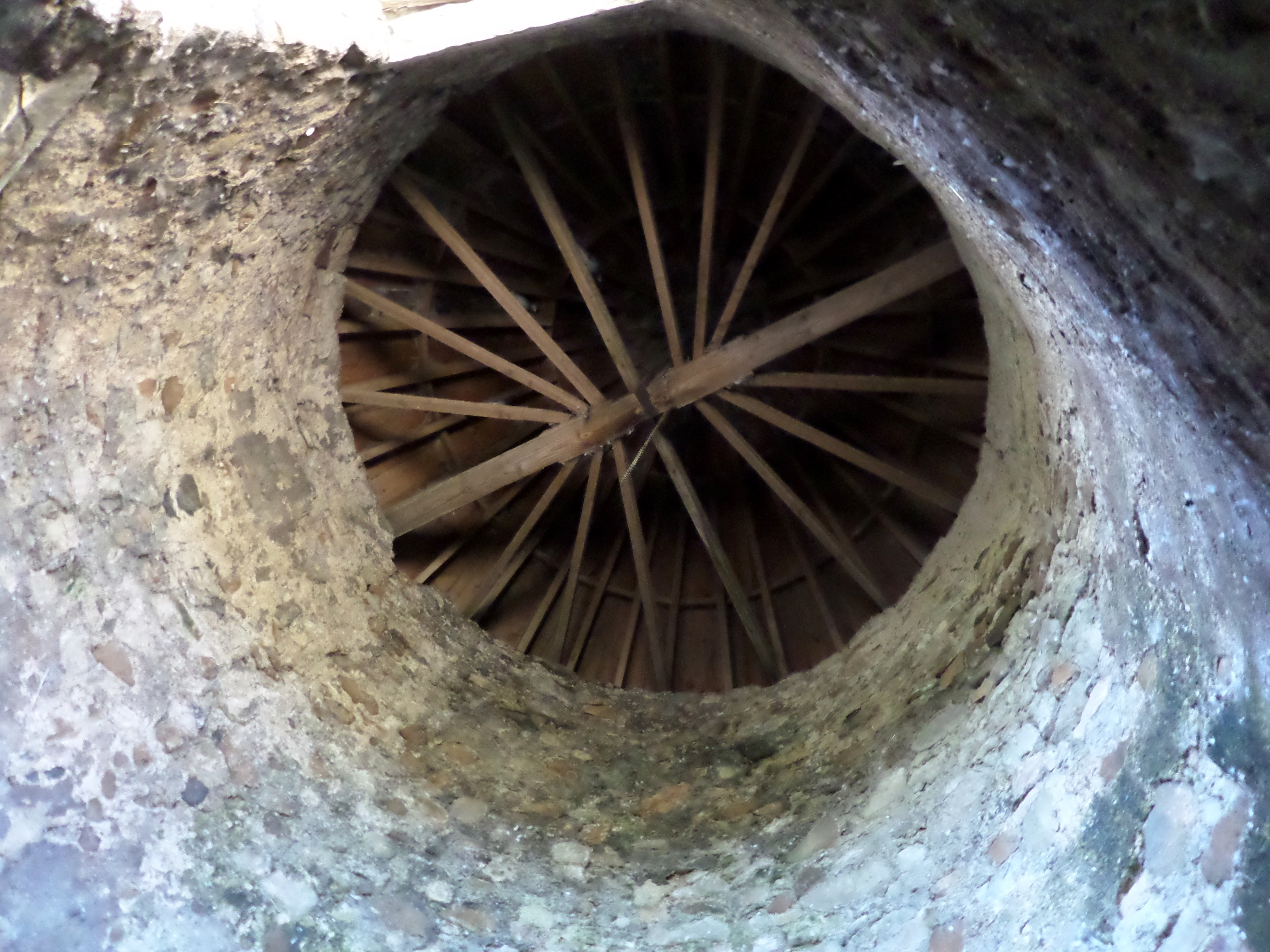
Innenraum

Windmühle von Monkton befindet sich nahe der schottischen Ortschaft Monkton in der Council Area South Ayrshire. 1971 wurde das Bauwerk in die schottischen Denkmallisten zunächst in der Denkmalkategorie B aufgenommen. Die Hochstufung in die höchste Denkmalkategorie A erfolgte 2000.

## Beschreibung
Das Bauwerk steht isoliert auf einem freien Feld am Nordostrand von Monkton. Die Turmwindmühle von Monkton stammt aus dem 17. Jahrhundert. Der nahezu zylindrische Turm weist einen Durchmesser von fünf Metern bei einer Höhe von 6,9 m auf. Das Bruchsteinmauerwerk ist etwa 90 cm mächtig. Es sind verschiedene kleine Fensteröffnungen sowie zwei Eingänge vorhanden, von denen einer zugemauert wurde. Im Laufe des 18. Jahrhunderts wurde die Mühle zu einem Taubenturm umgestaltet. So wurden im Inneren Nistkästen installiert. Das abschließende schiefergedeckte Kegeldach ist neueren Datums.